# Тіто Коліандер
Тіто Фрітійоф Коліандер (10 лютого 1904, Санкт-Петербург — 21 травня 1989, Гельсінкі) — фінсько-шведський письменник, чоловік художниці Іни Коліандер. 

## Біографія
Тіто Коліандер народився у Санкт-Петербурзі 10 лютого 1904 року. Батько Коліандера був полковником в армії Російської імперії. У 14 років, під час революції, Коліандер переїхав з родиною до Фінляндії. Здобув освіту в Атенеумі в Гельсінкі у 1922–1924 роках. Він вивчав теологію і в 1924–1928 роках був учителем малювання в Борго, перш ніж у 1950 році він став викладачем грецького православного християнства в шведських навчальних закладах у Гельсінкі.
Коліандер з емпатією зображує безвольних людей, одержимих стражданням і недоліками, і шукає рішення в грецькому православному містицизмі. Його зараховують до провідних фінсько-шведських авторів 1930-1940-х років.
Його творчий прорив стався в 1937 році, коли він навернувся до Грецької православної церкви. Опублікований ним роман «Хрестовий похід» — це історія про навернення та пошук духовного сенсу буття. Головною темою у творчості Коліандера є протистояння між релігійними ідеалами чистоти та вимогами трудового життя.
Оповідання Коліандера часто є тонкими дослідженнями дітей та природи. Добірка оповідань вийшла 1956 року під назвою «Вікно». Його романи описують ідилізоване дитинство, революційний Петроград, жебрацьке життя у Франції та Алжирі тощо. Він також публікував богословські твори, художні монографії та вірші.
Він отримав ступінь священника в православній семінарії у Фінляндії в 1964 році, став почесним доктором теології в 1968 році та почесним членом Товариства шведської літератури у Фінляндії в 1970 році. 
Помер 21 травня 1989 року і похований на православному цвинтарі в Гельсінкі в районі Лапінлагті.
Тіто Коліандер був дідусем журналістки та ведучої Барбари-Баби Любек.

## Твори
- 1930 - Мандрівник (поема)
- 1931 – Містечко
- 1932 – Будинок, де пиячили
- 1933 – Кайдани
- 1934 – Відблиски з Німеччини
- 1935 – Тайна
- 1936 – Світло
- 1937 - Хрестовий похід (роман)
- 1939 - Помилуй (роман)
- 1940 – День є
- 1942 – Ілля Рєпін
- 1942 - Печера (роман)
- 1943 - Дюнкерк, один із натовпу хоробрих
- 1943 – 5 липня
- 1944 – Дві години та інші оповідання
- 1945 - Стати (роман)
- 1946 – Гравюра на дереві
- 1948 – Саллінен
- 1949 – На літ
- 1951 – Грецька православна віра та світогляд
- 1952 – Шлях подвижників
- 1954 – Фарватер 1936–1953
- 1956 – Вікно, оповідання, збірка творів 1932–1955 років
- 1956 – Розмова з болем
- 1957 – Зустріч радості
- 1958 – Тепер і завжди
- 1959 – Ми, хто залишився
- 1960 – З відкритими долонями
- 1961 – На сходах. Вірші 1941–61
- 1964 – Збер
- 1965 — Арешт
- 1966 – Стисле православне вчення
- 1967 – Далі
- 1968 – Дано
- 1969 – Дивитися
- 1971 – Закрити
- 1973 – Обід
- 1977 – Мотив
- 1979 – Поч
- 1981 – Подивіться
- 1981 – Сім казок

## Призи та нагороди
- 1968 – Медаль Pro Finlandia[7]
- 1969 – Фінляндська премія Шведської академії
- 1973 – Гран-прі Дев'ятки
- 1974 – Премія Толленда